# EN1-ST04
La route EN1-ST04 est une route reliant  Boa Entrada à Calheta de São Miguel dans l'île de Santiago au Cap-Vert.

## Présentation
La route s'étend de  Boa Entrada à Calheta de São Miguel. 

## Tracé
- Boa Entrada
- Chão de Laranja
- Lem Gomes
- Calheta de São Miguel